# Cyganka (film 1962)
Cyganka – amerykański film muzyczny z 1962 roku będący adaptacją  musicalu z 1958 roku – na podstawie wspomnień Gypsy Rose Lee.

## Obsada
- Rosalind Russell – Rose Hovick
- Natalie Wood – Louise Hovick/Gypsy Rose Lee
- Karl Malden – Herbie Sommers
- Paul Wallace – Tulsa
- Betty Bruce – Tessie Tura
- Parley Baer – Pan Kringelein
- Harry Shannon – Dziadek
- Morgan Brittany – Baby June
- Ann Jillian – Dainty June
- Diane Pace – Baby Louise
- Faith Dane – Mazeppa
- Roxanne Arlen – Electra
- Jean Willes – Betty Cratchitt
- George Petrie – George
- Ben Lessy – Mervyn Goldstone
- Guy Raymond – Pastey

## Fabuła
Zdeterminowana artystka Rose Hovick robi wszystko, by jej córka June występowała na scenie. Ignoruje z tego powodu mniej utalentowaną i starszą córkę Louise. Kiedy June nie wytrzymuje presji ambicji matki, ta przelewa ją na Louise. Dziewczyna zaczyna odnosić sukcesy jako Gypsy, ale matka nie jest do końca zadowolona.

## Nagrody i nominacje
Oscary za rok 1962
- Najlepsze zdjęcia – film kolorowy – Harry Stradling Sr. (nominacja)
- Najlepsze kostiumy – film kolorowy – Orry-Kelly (nominacja)
- Najlepsza muzyka, najtrafniejsza adaptacja i oryginalny dobór muzyki – Frank Perkins (nominacja)

Złote Globy 1962
- Najlepsza aktorka w komedii lub musicalu – Rosalind Russell
- Najlepsza komedia lub musical (nominacja)
- Najlepsza reżyseria – Mervyn LeRoy (nominacja)
- Najlepsza aktorka w komedii lub musicalu – Natalie Wood (nominacja)
- Najlepszy aktor w komedii lub musicalu – Karl Malden (nominacja)